# Franz Xaver Simm
Pour les articles homonymes, voir Simm.
Franz Xaver Simm (né le 24 juin 1853 à Vienne, mort le 21 février 1918 à Munich) est un peintre et illustrateur autrichien.
Fils d'une famille de peintres, il étudie à l'Académie des Beaux-Arts de Vienne de 1869 à 1876 sous la direction d’Edward d'Engerth et d’Anselm Feuerbach. En 1876 il reçoit une bourse pour voyager deux ans à Rome puis il reste jusqu'en 1881 en Italie. Il y épouse Marie Mayer, également peintre. Le couple se rend plus tard à Tbilissi où Simm réalise des peintures murales au musée du Caucase. Établi en Allemagne, Franz Xaver Simm vit à Munich où il accepte un poste de professeur.
Simm est principalement actif en tant qu'illustrateur. Il peint fréquemment des tableaux de genre dans le style Empire.

## Galerie

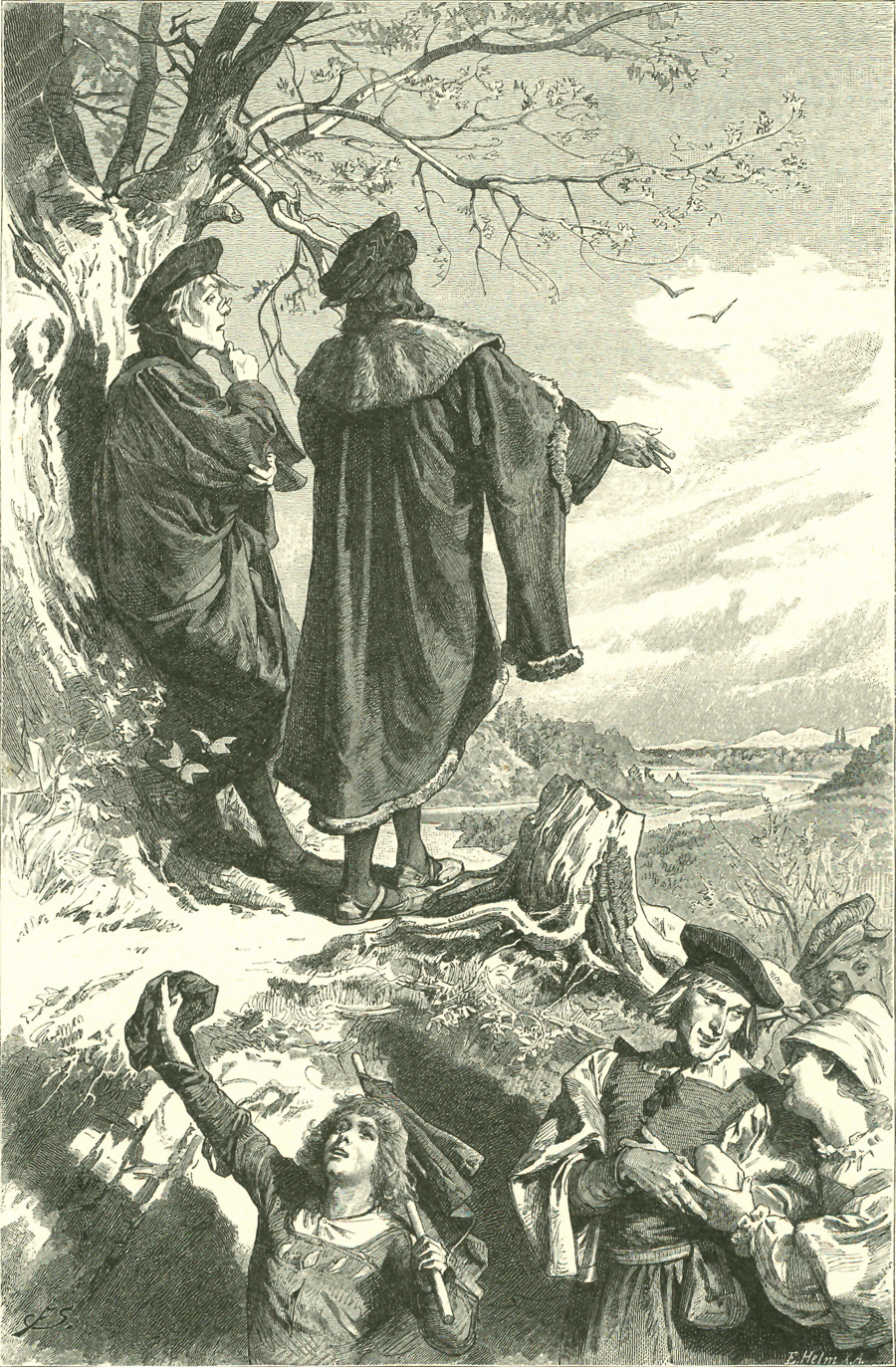
Faust de Goethe, Promenade de Pâques.
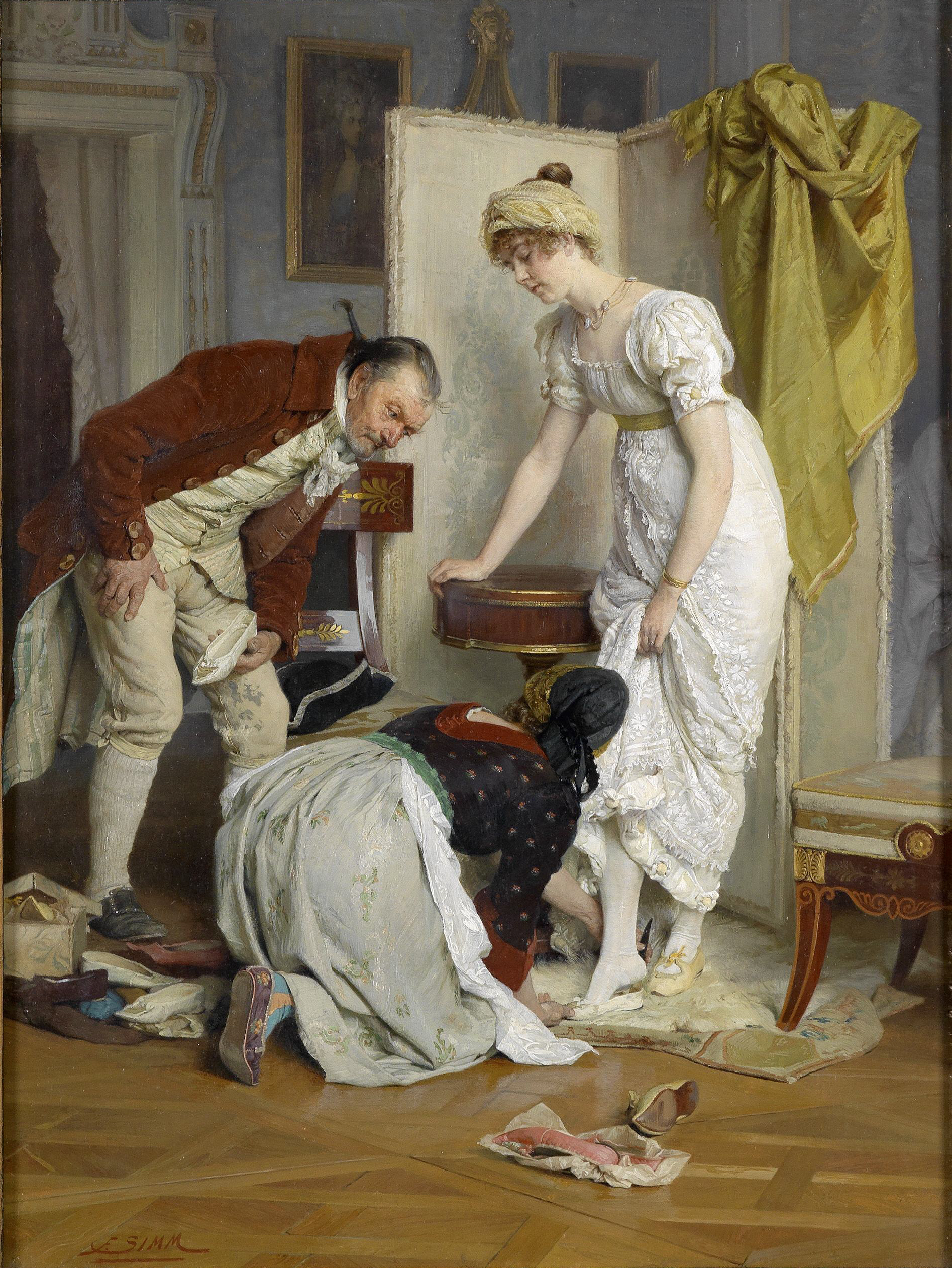
L'essayage de chaussures.
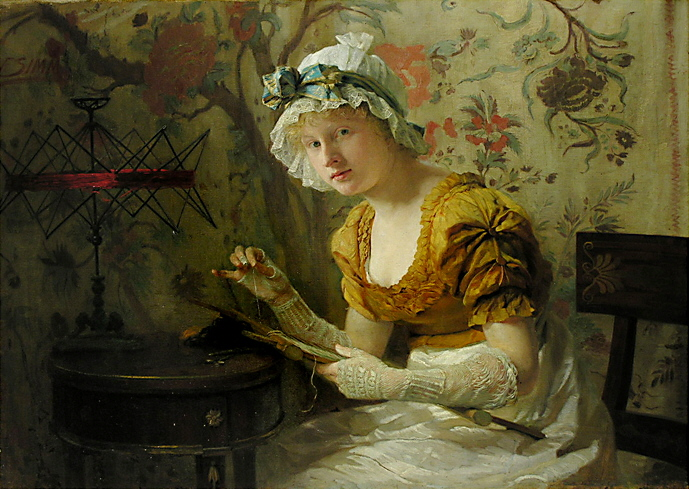
La brodeuse

## Source de la traduction
- (de) Cet article est partiellement ou en totalité issu de l’article de Wikipédia en allemand intitulé « Franz Xaver Simm » (voir la liste des auteurs).